# Рауф Алієв
Рауф Алієв (азерб. Rauf Əliyev, нар. 12 лютого 1989, Фюзулінський район) — азербайджанський футболіст, нападник клубу «Інтер» (Баку).
Виступав, зокрема, за клуб «Карабах», а також національну збірну Азербайджану.
Володар Кубка Азербайджану.

## Клубна кар'єра
У дорослому футболі дебютував 2006 року виступами за команду клубу «Карабах», в якій провів сім сезонів, взявши участь у 131 матчі чемпіонату.
Згодом з 2013 по 2015 рік грав у складі команд клубів «Баку», «Хазар-Ланкаран» та «Нефтчі».
До складу клубу «Інтер» (Баку) приєднався 2015 року. Відтоді встиг відіграти за команду з Баку 36 матчів в національному чемпіонаті.

## Виступи за збірну
2010 року дебютував в офіційних матчах у складі національної збірної Азербайджану. Наразі провів у формі головної команди країни 44 матчі, забивши 7 голів.

## Титули і досягнення

### Командні
- Володар Кубка Азербайджану (2):

«Карабах»: 2008-09: «Габала»: 2018-19

### Особисті
- Футболіст року в Азербайджані: 2011
- Найкращий бомбардир Чемпіонату Азербайджану з футболу: 2016–2017 (11 голів)